# Helpe Mineure
Die Helpe Mineure ist ein Fluss in Frankreich, der in der Region Hauts-de-France verläuft.

## Geographie

### Verlauf
Die Helpe Mineure entsteht im Gemeindegebiet von Ohain durch Zusammenfluss zweier Quellbäche. Der Fluss entwässert generell Richtung Nordwest und mündet nach rund 50 Kilometern nordwestlich von Maroilles als rechter Nebenfluss in die Sambre. Auf ihrem Weg durchquert sie das Département Nord und passiert auf einer kurzen Strecke auch das Département Aisne.

### Zuflüsse
(vom Ursprung zur Mündung)
- Ruisseau des Dardennes (rechter Quellbach)
- Ruisseau de la Fontaine (linker Quellbach)
- Pre Ruelle (rechts)
- la Concorde (rechts)
- Plancette (links)
- Ruisseau de la Fontaine Rouge (rechts)
- Ruisseau du Petir Moulin (links)
- les Willeux (rechts)
- Ruisseau des Ringeards (links)
- Ruisseau de la Chaudière (links)
- les Vieux Sarts (rechts)
- Ruisseau des Prés Madame (links)
- Ruisseau de la Fontaine Durand (links)
- Ruisseau du Pont de Sains (rechts)
- Ruisseau de la Longue Queue (rechts)
- Ruisseau Bouvrout (links)
- Ruisseau de la Plate Pierre (rechts)
- Ruisseau de la Demi-Route (rechts)
- la Basse Boulogne (links)
- Boulogne-sur-Helpe (links)
- Riez Semau (rechts)
- Ruisseau Griselle (rechts)
- la Bouchère (links)
- Ruisseau de Chevireuil (links)
- Ruisseau des Moines (rechts)
- Grand Rieu (links)
- Autreppe (rechts)
- Autreppe [sic] (links)
- Revière l'Helpe Mineure (rechts)
- le Rieu à Groise (rechts)
- Ruisseau d'Air (links)
- Ruisseau du Sart ou Helpe Mineure (links)

### Orte am Fluss
(von der Quelle zur Mündung)
- Fourmies
- Wignehies
- Rocquigny
- Étrœungt
- Cartignies
- Maroilles

## Hydrologie
Beim Pegel Maroilles beträgt die mittlere Abflussmenge (MQ) der Helpe Mineure 3,57 m³/s.